# 王毓雅
王毓雅（1968年7月7日—），1992年王毓雅於美國獲得學士學位後回到台灣，先是進入廣告公司擔任製片、美術、導演等職務，之後前往香港投入非線性後製部門負責剪輯（A.V.I.D. Editor），亦曾在當地好鏡頭國際廣告公司（Hong Kong Film Co.）擔任製片。1995年王毓雅前往日本，一方面在日本大學藝術學部深造，另一方面利用課餘在日本朝日電視台兼職擔任廣告製片統籌，在廣告製片上的經驗豐富。1996至97年間，王毓雅在完成《小凡入世》、《大河小渡》等作品後學成返台，進入緯來體育台擔任NBA、瓊斯盃等體育節目編導。之後在進一步觀察台灣現今電影市場後，王毓雅認為台灣電影長期以來曲高和寡，終將走入死胡同，因此糅合進商業元素，於1999年開拍個人第一部劇情長片《蛋》。《蛋》由當時的偶像歌手郭婷婷和新人陳承祥主演，全片風格清新，帶有新新人類色彩。

而為了方便業務聯繫，王毓雅並成立果昱影像製作有限公司，同時出版「蛋啦：電影《蛋》的製作秘笈」一書，多方位地為影片的上映造勢，此後以拍攝商業電影為主﹔並於2012年成立大唐國際娛樂股份有限公司。2001年拍攝兩部數位電影《雙面情人》與《海水正藍》﹔2002年拍攝台視數位偶像劇《再見螢火蟲》、《紫色角落》等。

2003年與北京青年電影製片廠及北京博納文化交流公司合作拍攝喜劇動作片《空手道少女組》，是第一部台灣與中國大陸合作拍攝的院線片，2003年於中國大陸上映，由中港台人氣紅星主演；同年8月籌備拍攝飛躍情海三部曲之第一部《飛躍情海》，此片並獲得日本福岡影展評審團大獎及金馬獎最佳女主角提名。而《飛躍情海》和《浮生若夢》則是「飛躍情海三部曲」中的前兩部，在此一系列中，王毓雅嘗試以沒有對白，只有分場大綱的方式讓演員依照角色的個性和劇情發展自行設計片中對話，為了讓拍攝更加順利，王毓雅並親自在兩部片中登場演出。

台灣電影蕭條，王毓雅卻不受環境影響，能找到足夠資金，2004年更是一口氣完成《終極西門》、《浮生若夢》、《虎姑婆》、《愛與勇氣》四部新片，由騰達影業發行﹔雖然評價飽受爭議，但是王毓雅可謂目前國內商業電影中，除了朱延平之外的第二個屬於量產型、並且拍片計畫不斷的導演。

### 經歷
| 年份          | 公司                     | 職稱          |
| ------------- | ------------------------ | ------------- |
| 1993年-1994年 | 香港好鏡頭國際廣告公司   | 製片          |
| 1995年-1996年 | 日本朝日電視台           | 製片          |
| 1996年-1997年 | 緯來電視網 Channel V     | 編導 外景導演 |
| 1997年-1999年 | 果昱影像製作有限公司     | 導演          |
| 2000年-2001年 | 超級電視台               | 戲劇監製      |
| 2001年-2012年 | 果昱影像製作有限公司     | 監製導演      |
| 2012年至今    | 大唐國際娛樂股份有限公司 | 導演、董事長  |

## 主要作品

### 電影
| 年份   | 片名           | 出品公司                 | 演員                                                    | 獎項                                                                   |
| ------ | -------------- | ------------------------ | ------------------------------------------------------- | ---------------------------------------------------------------------- |
| 2000年 | 蛋             | 果昱影像製作有限公司     | 郭婷婷 陳承祥                                           | 金馬國際影展 德國OPEN AIR影展 美國加州密爾谷影展 夏威夷國際影展        |
| 2001年 | 龍兒           | -                        | 林心如 Tae                                              | -                                                                      |
| 2001年 | 海水正藍       | -                        | 吳辰君 黃少棋                                           | -                                                                      |
| 2001年 | 雙面情人       | -                        | 林心如 黃維德                                           | -                                                                      |
| 2003年 | 空手道少女組   | -                        | 袁詠儀 陳坤 黃湘怡 林依晨 安以軒                        | -                                                                      |
| 2004年 | 終極西門       | -                        | 吳辰君 蕭淑慎 楊謹華                                    | -                                                                      |
| 2004年 | 飛躍情海       | -                        | 王毓雅 林依晨 周群達                                    | 入圍第40屆金馬獎最佳女主角 2004瑞士佛瑞堡影展 2004日本福岡影展評審大獎 |
| 2004年 | 浮生若夢       | -                        | 王毓雅 小嫻 河莉秀 段鈞豪 周群達                        | -                                                                      |
| 2005年 | 虎姑婆         | -                        | 吳辰君 小嫻 林佑威 傅天穎                               | -                                                                      |
| 2005年 | 愛與勇氣       | -                        | 蕭淑慎 安鈞璨 侯湘婷                                    | -                                                                      |
| 2013年 | 追魂七殺       | 大唐國際娛樂股份有限公司 | 卞慶華 錢柏渝 廖曉彤                                    | -                                                                      |
| 2013年 | 舞力四射       | 大唐國際娛樂股份有限公司 | 高山峰 廖曉彤 包偉銘                                    | -                                                                      |
| 2015年 | 刺激人生三部曲 | 大唐國際娛樂股份有限公司 | 王奕瑾 林韋君 戴立吾 屈中恆 康晉榮 劉峻緯 卞慶華 朱永菁 | -                                                                      |
| 2015年 | 孤單的豌豆     | 大唐國際娛樂股份有限公司 | 王奕瑾 林韋君 高慧君 賴琳恩 段鈞豪                      | -                                                                      |
| 2015年 | 前程似金       | 大唐國際娛樂股份有限公司 | 李唯楓 歐陽妮妮 王奕瑾 錢柏渝 卞慶華 程俊韶 朱永菁      | -                                                                      |
| 2016年 | 魚腸劍         | 大唐國際娛樂股份有限公司 | 溫昇豪 韓宜邦 王奕瑾 王瞳 白雲 杜詩梅                   |                                                                        |
| 2017年 | 以愛為名       | 大唐國際娛樂股份有限公司 | 王奕瑾 黃愷杰 卞慶華 錢柏渝 Gino                        | -                                                                      |
| 2017年 | 淺愛           | 大唐國際娛樂股份有限公司 | 王奕瑾 朱永菁 大和田廣樹 高瀨革                         | -                                                                      |

### 電視劇
| 年份   | 劇名   | 出品公司                 | 演員                                    | 獎項 |
| ------ | ------ | ------------------------ | --------------------------------------- | ---- |
| 2011年 | 木蘭花 | 大唐國際娛樂股份有限公司 | 蕭薔 吳辰君 姚采穎 蕭淑慎 姚元浩 戴立吾 | -    |

## 外部連結
- 大唐國際娛樂股份有限公司
- 王毓雅導演〈Alice Wang〉粉絲團的Facebook專頁
- Alice Wang的Facebook專頁
- 王毓雅在香港影庫上的簡介

## 資料來源
1. ↑  電影工作者 （页面存档备份，存于），台灣電影網
2. ↑  台灣電影網 （页面存档备份，存于），果昱影像製作公司
3. ↑  大唐國際娛樂股份有限公司 （页面存档备份，存于），大唐國際娛樂股份有限公司
4. ↑  王毓雅 （页面存档备份，存于），國家電影中心
5. ↑  王毓雅[永久]，台北e大,影人目錄